# Alois Pokorny von Fürstenschild
Alois Pokorny von Fürstenschild, česky Alois Pokorný, šlechtic z Fürstenchildu (25. května 1811 Třebíč – 25. května 1876 Jihlava) byl rakouský generál.

## Biografie
Kariéru v armádě zahájil poté, co v roce 1831 absolvoval Tereziánskou akademii ve Vídni, získal hodnost nadporučíka a byl přidělen k 8. pluku. Od roku 1839 do roku 1848 sloužil u generála rakouské armády, v roce 1849 se stal asistentem polního maršála Julia Jacoba von Haynau a v červnu téhož roku následoval generála do Temešváru, kde pomohl potlačit Maďarské povstání. V roce 1854 byl povýšen na brigádního generála. Ve vojenském tažení v roce 1859 vedl pluk v obci Pavia a pak velel III. sboru, kde získal hodnost polního maršála a zúčastnil se bitvy u Magenty. V roce 1866 v Itálii i přes porážky rakouské císařské armády jej císař František Josef pro jeho schopnosti ukázané na bitevním poli chtěl jako člena řídící rady a v roce 1867 mu udělil dědičný titul barona. Pokorný zůstal ve službě do roku 1869. V roce 1871 odešel do důchodu a získal hodnost feldzeugmeister (polní zbrojmistr).
Zemřel v Jihlavě v roce 1876.

## Vyznamenání
| Cavaliere dell'Ordine Imperiale di Leopoldo - nastrino per uniforme ordinaria             | Císařský rakouský řád Leopoldův |
| Cavaliere di III Classe dell'Ordine della Corona Ferrea - nastrino per uniforme ordinaria | Řád železné koruny              |
| Croce al merito militare di III classe - nastrino per uniforme ordinaria                  | Vojenský záslužný kříž          |
| Medaglia di guerra - nastrino per uniforme ordinaria                                      | Válečná medaile                 |